# Matthias Lüttenberg
Matthias Lüttenberg (* 1973) ist ein deutscher Diplomat. Seit 2024 ist er, gemeinsam mit seiner Ehefrau Tjorven Bellmann, Botschafter in Kanada.

## Leben
Lüttenberg leistete Zivildienst und studierte anschließend Rechtswissenschaft an der Universität Passau und an der Aberystwyth University. Er schloss das Studium mit dem Magister des Europäischen Rechts und dem zweiten juristischen Staatsexamen ab.
Lüttenberg ist mit der Diplomatin Tjorven Bellmann verheiratet und hat drei Kinder.

## Laufbahn
Lüttenberg begann 2003 seine Laufbahn im Auswärtigen Amt. Auf erste Auslandseinsätze in Pristina und London folgten Verwendungen in der Politischen Abteilung des Auswärtigen Amts in Berlin, der Politischen Abteilung der Deutschen Botschaft in Tel Aviv und anschließend wieder in der Politischen Abteilung des Auswärtigen Amts in Berlin. 2014 wechselte er ins Bundeskanzleramt, wo er bis 2021, ab 2018 als Referatsleiter, für die bilateralen Beziehungen zu den Staaten Mittel-, Ost- und Südosteuropas sowie zu Zentralasien und zum Südkaukasus (mit den Schwerpunkten Ukraine und Westbalkan) zuständig war. 2021 wurde er stellvertretender Leiter der Politischen Abteilung des Auswärtigen Amts als Beauftragter für Osteuropa, Zentralasien und den Kaukasus.
Im Sommer 2024 trat Lüttenberg gemeinsam mit seiner Frau Tjorven Bellmann – jeweils abwechselnd für acht Monate – den Posten des Botschafters an der Deutschen Botschaft Ottawa (Kanada) an.

## Ehrungen und Auszeichnungen
- Orden III. Klasse der Ukraine
- Nazir-Torekulov-Medaille der Republik Kasachstan
- NATO Non Article 5 Medaille